# Billardiera variifolia
Billardiera variifolia là một loài thực vật có hoa trong họ Pittosporaceae. Loài này được DC. mô tả khoa học đầu tiên năm 1824.